# Siminoc, Constanța
Siminoc (în trecut Turc-Murfat) este un sat ce aparține orașului Murfatlar din județul Constanța, Dobrogea, România. Se află în partea centrală a județului, în Podișul Medgidiei.